# Douglas A-20 Havoc/Boston
Il Douglas A-20 Havoc è stato un bombardiere leggero e un caccia notturno della seconda guerra mondiale prodotto negli Stati Uniti e impiegato da varie forze aeree alleate, soprattutto quelle di Unione Sovietica, Regno Unito e Stati Uniti.
Identificato dalla casa costruttrice come DB-7 (Douglas Bomber 7) divenne uno dei più diffusi bombardieri leggeri e da attacco al suolo del conflitto.
Era conosciuto con diversi nomi a seconda dell'aviazione utilizzatrice e dell'impiego cui venne destinato: tra le forze aeree del Commonwealth britannico la versione da bombardamento fu indicata con il nome di Boston (dal nome della città del Massachusetts), mentre la versione da caccia notturno della Royal Air Force venne ridenominata Havoc (distruzione, in lingua inglese). Al contrario l'USAAC assegnò al DB-7 la designazione "Havoc" indipendentemente dal ruolo ricoperto.

## Storia del progetto
Il progetto del velivolo prese vita da un'idea della casa costruttrice che, nel corso del 1936 (pur in assenza di una specifica richiesta da parte delle autorità aeronautiche) studiò la realizzazione di un aereo da attacco al suolo con il quale sostituire le macchine all'epoca schierate nei reparti. L'idea in questione diede origine, anche con il contributo di tecnici dell'USAAC che ne seguirono lo sviluppo, al progetto del Modell 7A che, tuttavia, rimase esclusivamente sulla carta: in particolare le prestazioni previste (in termini di carico offensivo trasportabile e di velocità massima), non risultarono adeguate rispetto a quanto mostrato dai velivoli impegnati nella guerra civile spagnola, soprattutto in ragione della modesta potenza sviluppata dai motori Pratt & Whitney R-985 Wasp Junior (circa 400 hp).
Due anni dopo, in seguito ad una considerevole rivisitazione progettuale, nacque il progetto del Modell 7B; il progetto riproponeva la configurazione bimotore, affidando però la propulsione ai più potenti Pratt & Whitney R-1830 Twin Wasp (dalla potenza di 1 100 hp).
Il Modell 7B era un velivolo ad ala a sbalzo, posta in posizione medio/alta e presentava il tronco di coda della fusoliera che, incurvato verso l'alto, si raccodava con gli impennaggi. Presentava in particolare due soluzioni innovative, per l'epoca: il carrello era del tipo triciclo anteriore e la sezione di prua era costituita da un elemento intercambiabile che poteva essere vetrato (che nella versione da bombardamento avrebbe dovuto fungere da postazione per il puntatore) oppure metallico (che nella versione d'attacco avrebbe potuto ospitare le armi da fuoco).

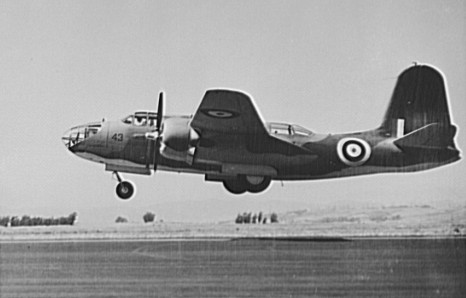
Un Douglas Boston della RAF.

Il prototipo del Modell 7B fu portato in volo per la prima volta il 26 ottobre del 1938, dimostrando buone potenzialità (soprattutto in termini di velocità), ma anche mettendo in luce alcune carenze (in particolare relativamente alla stabilità direzionale)
Al momento il velivolo non parve suscitare l'interesse dell'USAAC, orientata a mettere in linea il contemporaneo North American B-25 Mitchell. La Douglas, comunque, non smise di credere nelle potenzialità del progetto: in occasione della visita negli USA di una commissione francese costituita allo scopo di valutare i prodotti dell'industria d'oltreoceano, il Model 7B ottenne una commessa di 100 esemplari.
L'ordine francese richiese per altro alcune sostanziali modifiche alla cellula d'origine: venne rivista la sezione della fusoliera (alzata e ristretta),  il posizionamento dell'ala venne abbassato in posizione mediana, fu installata una schermatura blindata a protezione dell'equipaggio e dei serbatoi e, non ultimo, vennero installati motori di potenza ulteriormente incrementata a 1 200 hp; ridesignato Douglas DB-7 (sigla di Douglas Bomber 7) il nuovo modello spiccò il primo volo il 17 agosto 1939.
Le prime consegne ebbero luogo entro la fine del 1939, ma solo 60 dei 100 esemplari ordinati erano stati consegnati prima del 10 maggio 1940, data d'inizio dell'invasione della Francia da parte tedesca.

## Tecnica
Monoplano bimotore ad ala media, il Douglas Bomber 7 si caratterizzava per il carrello triciclo anteriore (soluzione d'avanguardia, per l'epoca) e per la struttura del muso, costituita da un elemento intercambiabile.

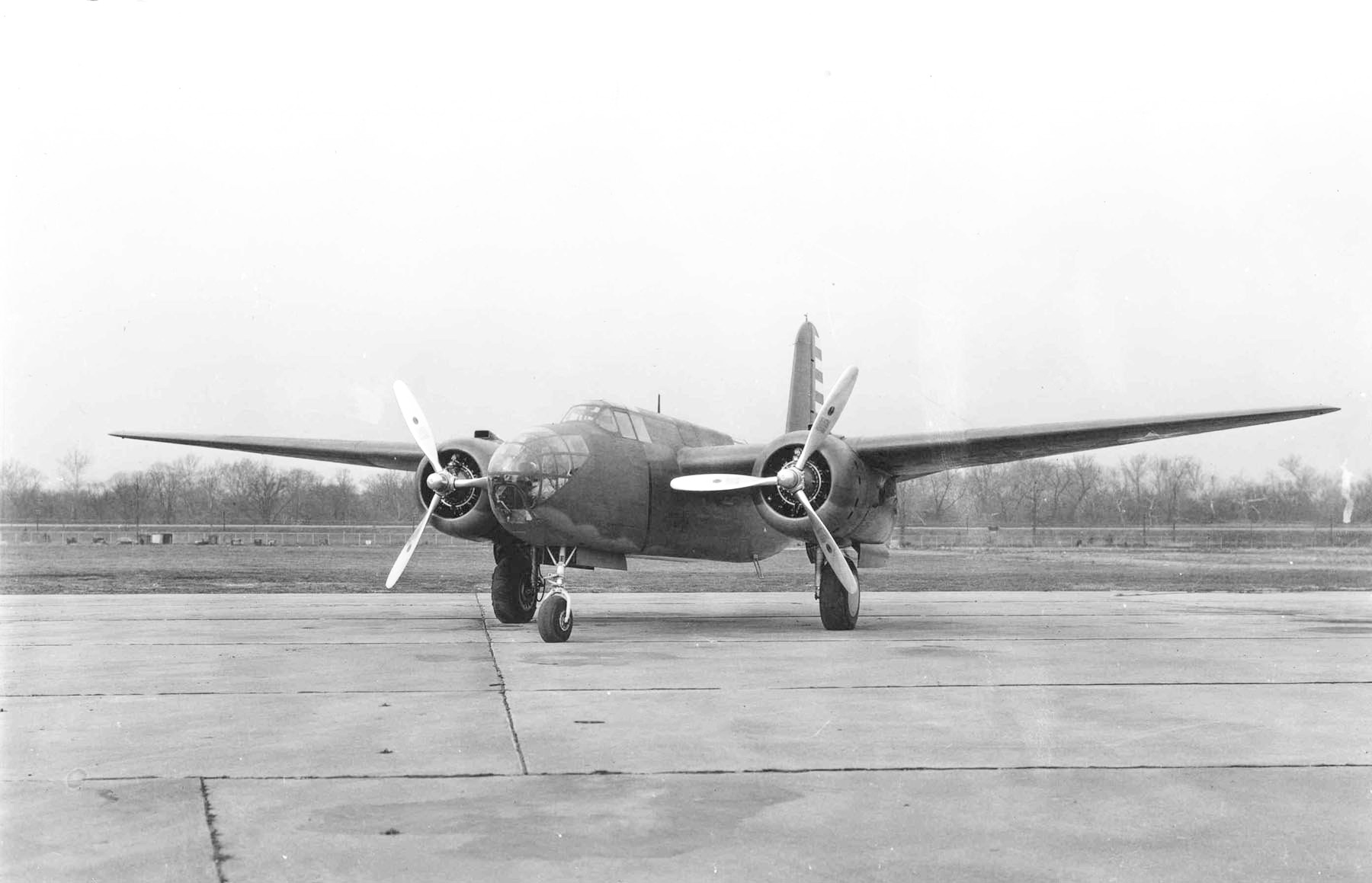
Un Douglas A-20A.

In particolare questo elemento poteva essere interamente metallico (alloggiamento per le mitragliatrici, nelle versioni da caccia notturna) o vetrato (in quest'ultimo caso ospitava il posto del navigatore bombardiere). La versione vetrata negli esemplari delle ultime versioni era realizzata in materiale plastico e priva di intelaiature.
La motorizzazione era inizialmente affidata a due motori radiali Pratt & Withney Twin Wasp (a 14 cilindri) e successivamente ad una coppia di più potenti Wright R-2600 Cyclone 14 (caratterizzati dalla medesima struttura dei precedenti).
L'armamento variava notevolmente a seconda dell'impiego e poteva prevedere l'adozione di mitragliatrici da 12,7 mm Browning, da 7,7 mm Vickers K e Browning .303 Mark II, di cannoncini Hispano da 20 mm. Nelle versioni da bombardamento il carico offensivo trasportabile passò dai 907 kg (pari a 2 000 lb delle prime versioni, fino ai 1 814 della versione G.
Soluzioni con bombe particolari (come la Long Aerial Mine o piccole bombe a frammentazione da 10 kg ciascuna) furono utilizzate per ruoli particolari o in teatri specifici.

## Impiego operativo
L'esordio operativo del DB-7 avvenne con le insegne francesi dell'Armée de l'air: dei 60 velivoli consegnati, solamente 12 erano operativi alla fine di maggio del 1940. Gli esemplari ancora in grado di volare vennero trasferiti in Nord Africa dove vennero impiegati dalle forze del Governo di Vichy. Ebbero un breve impiego nel contrasto delle forze alleate durante l'Operazione Torch.
Gli stessi francesi, mentre era ancora in corso di esecuzione la produzione dei velivoli ordinati, richiesero alla Douglas una versione migliorata del Model 7B che, motorizzata con una coppia di Wright R-2600 Cyclone 14 e rivista nelle superfici di controllo posteriori, fosse in grado di trasportare una maggiore quantità di armamenti e carburanti: ebbe così origine la versione denominata DB-7A, la cui produzione venne però destinata alla RAF visto che, nel frattempo, la Francia era stata occupata.

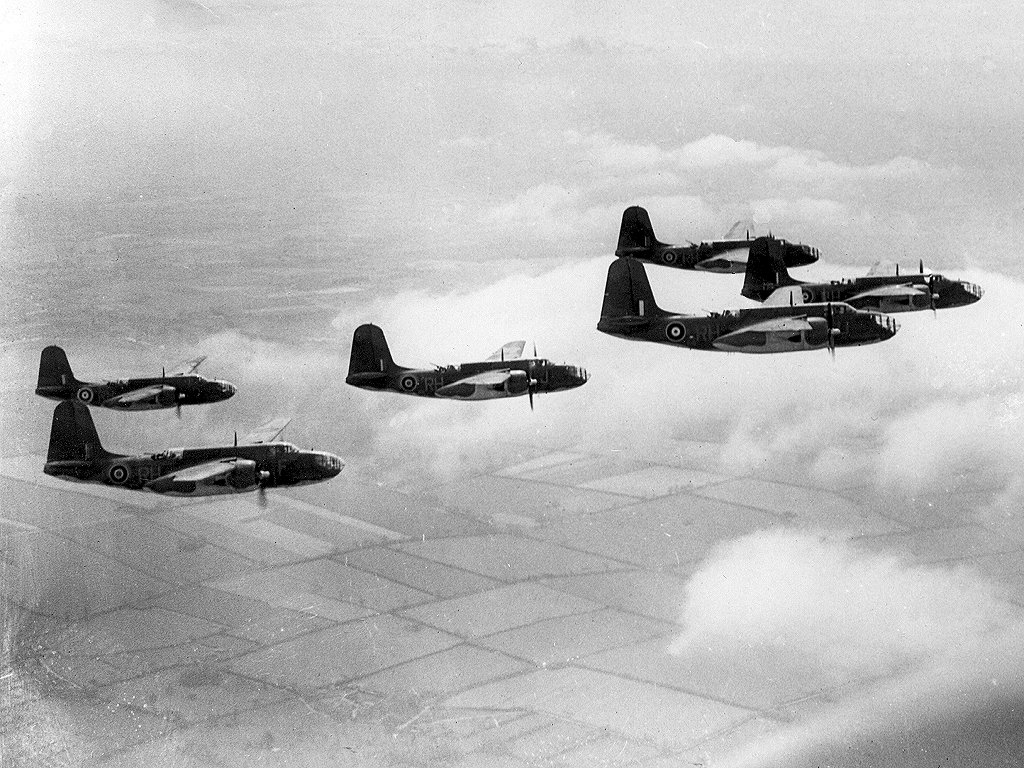
Una formazione Douglas Boston Mk.III della RAF.

Dal canto suo la RAF fu la prima ad impiegare il DB-7 sia come bombardiere (battezzandolo Boston) che come caccia notturno (con il nome di Havoc). L'impiego avvenne praticamente in tutti i teatri operativi.
Nel Regno Unito vennero sviluppate alcune varianti per ruoli particolari:
- una (identificata come Havoc Intruder) per l'incursione notturna, che manteneva il posto del navigatore, poteva trasportare 1 089 kg di bombe ed alloggiava 4 mitragliatrici (da 7,7 mm) nella parte inferiore del muso;
- una (Havoc Turbinlite) per la caccia notturna, che sperimentava l'impiego di un potente faro da ricerca al fine di migliorare le prestazioni all'epoca poco soddisfacenti del radar alloggiato all'estrema prua;
- una terza (Havoc Pandora) che, riproponendo quanto già realizzato con velivoli Handley Page HP.54 Harrow, prevedeva l'impiego di una bomba disposta al termine di un lungo cavo (LAM - Long Aerial Mine) da trainare lungo le rotte dei bombardieri tedeschi nel tentativo di abbatterli per contatto con l'ordigno esplosivo.

Dal punto di vista operativo l'impiego della versione Turbinlite ebbe scarso successo (anzi si rivelò addirittura controproducente, poiché la potente luce rendeva facilmente individuabile il velivolo) mentre la versione Pandora venne presto abbandonata ed i velivoli ricondizionati per l'impiego come Intruder.
Anche nei reparti dell'USAAC i Douglas A-20 vennero impiegati in ogni fronte ed in innumerevoli reparti, mentre dal punto di vista numerico il maggior impiego del velivolo venne ad opera dell'Unione Sovietica.
Dal punto di vista cronologico risulta significativo evidenziare quanto avvenuto nel solo anno 1942:
- i Boston della RAF sostituirono i Bristol Blenheim nella Campagna del Nord Africa, vennero impiegati durante il raid su Dieppe e presero parte alla caccia alle navi tedesche Gneisenau, Prinz Eugen e Scharnhorst durante l'Operazione Cerberus, che portò le unità della Kriegsmarine a forzare il blocco del Canale della Manica;
- il 4 luglio di quello stesso anno il 15th Bomber Squadron dell'USAAF effettuò la prima missione dell'8th Air Force decollando da basi in Inghilterra[1];
- gli A-20 vennero assegnati alla 5th Air Force dell'USAAF, impegnata contro i giapponesi in Nuova Guinea dove, armati con 40 bombe a frammentazione del peso di 10 kg ciascuna, fornirono un valido contributo durante la battaglia di Buna-Gona.

## Versioni
La produzione in serie fu rappresentata sostanzialmente da tre versioni base che, a seconda della forza aerea utilizzatrice e delle modifiche apportate nel tempo, assunsero denominazioni differenti.
La RAF assegnò il nome di Boston alle versioni da bombardamento e di Havoc a quelle per la caccia notturna. L'USAAC (che, dal 20 giugno 1941, divenne USAAF) identificò in ogni caso il velivolo come Havoc.
Per chiarezza di esposizione si distinguono, di seguito a ciascuna designazione aziendale del modello, le denominazioni assegnate dalle singole forze armate.

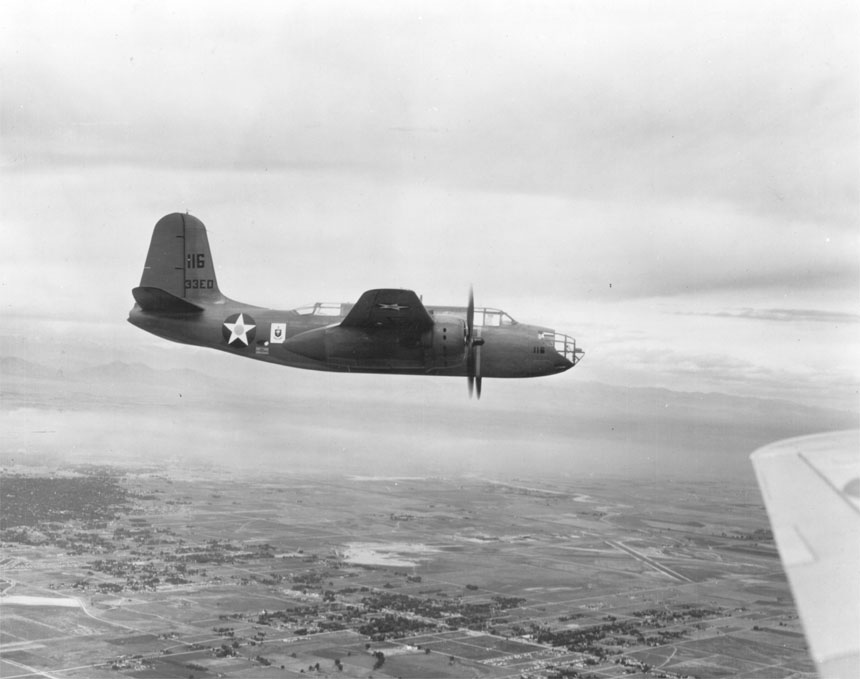
Un Douglas A-20A dell'USAAC.

- DB-7 (Douglas Bomber 7): prima versione ad entrare in produzione di serie, dotata di motori Pratt & Whitney R-1830 Twin Wasp da 1 200 hp.
  - DB-7 B-3: sigla attribuita dall'Armée de l'air ai 100 esemplari ordinati (dove B-3 indicava la caratteristica di bombardiere triposto); solo 60 di essi erano stati consegnati prima dell'invasione tedesca del 10 maggio 1940. I rimanenti esemplari, unitamente ad un piccolo quantitativo riveniente da un ordine del Belgio che non fu possibile consegnare per tempo, furono consegnati al Regno Unito ed entrarono in servizio con la RAF.
  - Boston Mk I: fu la designazione assegnata dalla RAF ai 40 velivoli inizialmente destinati alla Francia che non fu possibile consegnare; vennero impiegati per l'addestramento e la conversione operativa degli equipaggi.
  - Boston Mk II: iniziale designazione di un lotto di 170 DB-7 consegnati alla RAF (di cui 35 originariamente destinati al Belgio[1]); in un secondo momento questi velivoli vennero convertiti per l'impiego come caccia notturni, mediante l'installazione di radar AI Mk IV, adozione di blindatura più pesante, dotazione di 8 mitragliatrici da 7,7 mm nel muso e completamente verniciati in nero opaco.
  - Havoc Mk I: designazione attribuita dalla RAF ai DB-7 per il ruolo di caccia notturni, operativi dagli inizi di aprile del 1941.
  - Havoc Mk I (Turbinlite): si tratta della designazione assegnata a 21 esemplari di Havoc Mk I che furono equipaggiati con un proiettore da 2,7 milioni di candele, al fine di aumentarne le capacità operative.
  - Havoc Mk I (Intruder): lotto di 40 DB-7 modificati per l'impiego nel ruolo di incursori notturni; mantenevano il muso vetrato per la postazione del puntatore, avevano una capacità di carico offensivo di 2 400 lb (1 089 kg) e montavano 4 mitragliatrici da 7,7 mm sotto il muso. Questi velivoli furono noti anche con le denominazioni (non ufficiali) di Moonfighter e Ranger.
  - Havoc Mk I (Pandora): nuova modifica apportata a 20 esemplari di Mk I Intruder modificati per il trasporto della Long Aerial Mine ed inizialmente indicati come Havoc Mk III; in seguito all'abbandono di questo sistema d'arma, i velivoli vennero nuovamente convertiti allo standard Mk I Intruder.
- DB-7A: in base ad una richiesta francese, avanzata quando ancora era in corso lo sviluppo della prima serie, la struttura venne sottoposta a modifiche che, tramite la sostituzione dei motori con i più potenti Wright R-2600 Twin Cyclone 14 e l'aumento della superficie degli impennaggi, portarono ad un sensibile incremento nelle prestazioni del velivolo.
  - Havoc Mk II: lotto di circa 100 esemplari destinati dalla RAF al ruolo di caccia notturni; l'armamento nel muso era costituito da 12 mitragliatrici.
  - Havoc Mk II (Turbinlite): 39 esemplari di Havoc Mk II che, a loro volta, vennero modificati con l'installazione del proiettore per la ricerca dei bersagli.
- DB-73: modello ordinato dalla Francia in 480 esemplari; a seguito dell'andamento del conflitto vennero completati come DB-7B per la RAF.
- DB-7B: terza versione di serie, fu la prima dotata di impiantistica e strumentazione basata sui requisiti della RAF.
  - Boston Mk III: lotto di 300 esemplari ordinato dalla RAF, destinati al ruolo di bombardieri leggeri; diversi velivoli vennero destinati al Canada, al Sud Africa ed all'Unione Sovietica.
Un lotto di 32 velivoli era destinato ai Paesi Bassi, per l'impiego nelle Indie Orientali Olandesi; i velivoli tuttavia non giunsero mai a destinazione in quanto l'invasione giapponese si realizzò prima della consegna; il convoglio che trasportava questi aerei venne bloccato in Australia ed i velivoli (assemblati non senza poche difficoltà in ragione delle istruzioni e delle strumentazioni realizzate in lingua olandese) impiegati nella campagna di Nuova Guinea, con la denominazione interna di A-28. Al termine delle operazioni 6 esemplari caddero in mano ai giapponesi e 4 vennero recuperati dall'USAAF.
  - Boston Mk IIIA: esemplari prodotti su licenza negli stabilimenti della Boeing; velivoli di questa serie vennero forniti anche all'Unione Sovietica[1].
- DB-7C: variante, con modifiche di dettaglio, inizialmente destinata ai Paesi Bassi; ne vennero realizzati circa 50 esemplari che furono consegnati all'Unione Sovietica.
- A-20: prima versione prodotta per l'USAAC, venne realizzata partendo dallo standard DB-7B; irrobustita nella struttura alare montava motori R-2600-7 dotati di turbocompressore.
  - XF-3: 3 prototipi per una versione da ricognizione;
  - YF-3: 2 esemplari sperimentali da ricognizione (probabilmente già XF-3, sottoposti a modifiche), motorizzati con motori di una versione successiva e armati con una torretta per mitragliatrice binata da 12,7 mm.
  - BD-1: 1 esemplare (già XF-3) impiegato dall'US Navy come velivolo per traino di bersagli.
  - XP-70: prototipo per la versione da caccia notturna; era dotato di motori senza turbocompressori.
  - P-70: 59 esemplari di serie, impiegati come caccia notturni; in via non ufficiale furono battezzati Nighthawk.
- A-20A: rispetto alla versione precedente era dotata di motori R-2600-3 senza turbocompressore e montava torrette telecomandate per due mitragliatrici nella parte posteriore di ciascuna gondola motore. Tutti gli esemplari andarono all'USAAC, tranne 9 che furono consegnati all'Australia.
  - A-20E: 17 esemplari di A-20A vennero impiegati, nel corso del 1941, per lo svolgimento di prove utili agli sviluppi futuri;
  - XA-20F: un singolo esemplare, anche in questo caso di A-20A, venne impiegato per testare l'utilizzo di un cannone nel muso e di torrette a controllo remoto.
- A-20B: venne modificata nella fusoliera, al fine di aumentare le dimensioni della stiva per le bombe e fu dotata di due mitragliatrici da 12,7 mm nel muso. Oltre all'USAAC, numerosi esemplari vennero forniti all'Unione Sovietica.
  - O-53: variante da osservazione, basata sulla cellula dell'A-20B; nel 1940 ne furono ordinati circa 1 500 esemplari ma l'ordine venne interamente cancellato prima di qualsiasi produzione.
  - BD-1: 8 velivoli impiegati dall'US Navy per il traino di bersagli.
- A-20C: sostanzialmente corrispondente alla versione DB-7B, anche al fine di standardizzare la produzione; montava motori R-2600-23. Diversi esemplari vennero costruiti dalla Boeing ed anche in questo caso molti furono assegnati all'Unione Sovietica.
  - P-70A-1: 39 velivoli della serie A-20C, dotati di radar SCR-540 e torretta ventrale con 6/8 mitragliatrici.

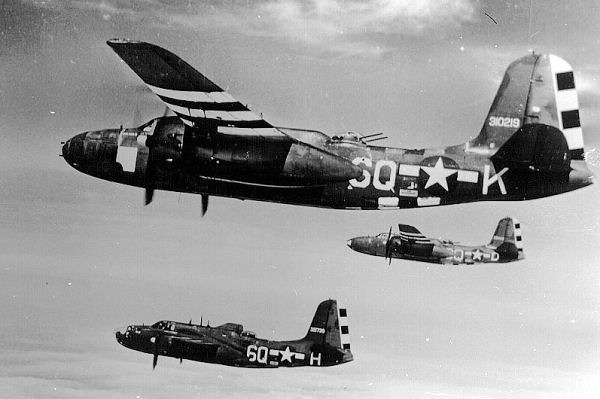
Douglas A-20 di diverse versioni: si noti la differenza nella struttura della prua dei tre velivoli.

- A-20D: progetto per una versione alleggerita e dotata di motori R-2600-7 turbocompressi. Non ebbe seguito produttivo.
- A-20G: dotata di motori R-2600-23, era priva di vetrature frontali poiché nel muso alloggiava un cannone da 20 mm Hispano-Suiza HS.404 e due Browning M2 da 12,7 mm. Fu la versione costruita nel maggior numero di esemplari. Anche in questo caso un elevato numero di esemplari fu consegnato all'URSS e 28 andarono all'Australia.
  - P-70A-2: 65 esemplari di A-20G, impiegati come addestratori per la caccia notturna e privati delle torrette comandate a distanza.
  - P-70B-1: un singolo esemplare di A-20G venne, in via sperimentale, dotato di radar di ricerca SCR-720 e di 6 mitragliatrici da 12,7 mm poste in gondole binate ai lati del muso.
  - P-70B-2: lotto di 105 esemplari (della serie A-20G o della successiva A-20J) cui furono installati il radar SCR-720 (e successivamente SCR-729) ed armati con 6/8 mitragliatrici (nel muso od in gondola ventrale).
- A-20H: versione identica alla precedente ma dotata di motori R-2600-29 da 1 700 hp. Dei 412 esemplari prodotti, molti furono consegnati all'URSS.
- A-20J: versione identica alla A-20G ma dotata di muso completamente trasparente, realizzato in metacrilato; versione realizzata anche per la RAF che le attribuì la denominazione di Boston Mk IV;
- A-20K: analogamente alla precedente, venne realizzata dotando di muso trasparente i velivoli della versione A-20H; allo stesso modo i velivoli assegnati alla RAF divennero Boston Mk V.
  - F-3A: 46 velivoli delle serie A-20J e A-20K vennero convertiti a compiti di ricognizione fotografica

## Utilizzatori
Australia
- Royal Australian Air Force

 Brasile
- Força Aérea Brasileira

impiegò 31 esemplari, 30 A-20K ed un A-20C.
 Canada
- Royal Canadian Air Force

 Francia
- Armée de l'air

 Francia di Vichy
- Armée de l'air de l'armistice[5]

 Giappone
- Dai-Nippon Teikoku Rikugun Kōkū Hombu

utilizzò alcuni esemplari ex-olandesi catturati a Giava.
 Paesi Bassi
- Luchtvaartafdeling

 Nuova Zelanda
- Royal New Zealand Air Force

 Polonia
- Polish Air Force in Exile in Great Britain

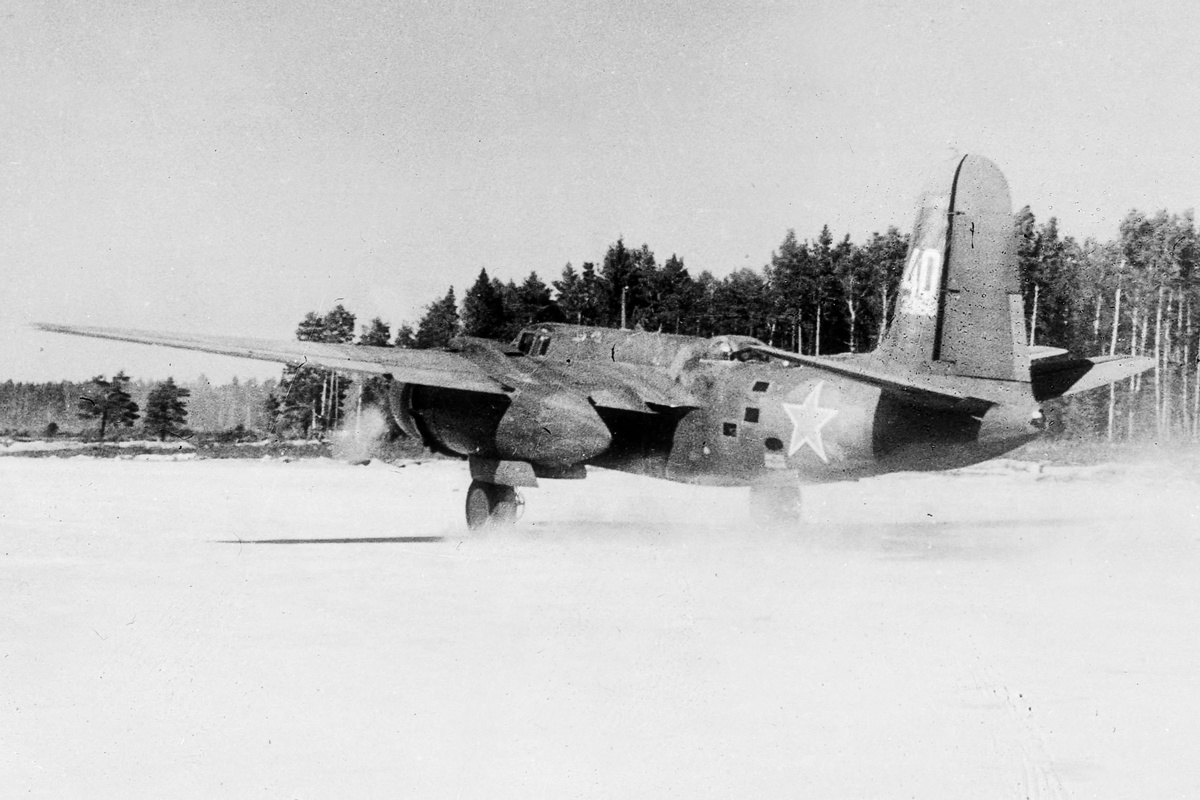
Douglas A-20G Boston, Voenno-vozdušnye sily

 Regno Unito
- Royal Air Force

 Stati Uniti
- United States Army Air Corps
- United States Army Air Forces

- United States Marine Corps
- United States Navy

 Sudafrica
- South African Air Force

 Unione Sovietica
- Voenno-vozdušnye sily
- Aviacija Voenno-Morskogo Flota

## Modellismo
- (EN) A-20 Havoc, su Cybermodeler Online, http://www.cybermodeler.com, Data pubblicazione 22-06-2009. URL consultato il 3 febbraio 2010.